# Zwei Bayern im Harem
Zwei Bayern im Harem ist ein deutsches Filmlustspiel aus dem Jahre 1957 von und mit Joe Stöckel. In der zweiten Hauptrolle als der andere Bayer ist Beppo Brem zu sehen. 

## Handlung
Die beiden Urbayern Jonathan und Michel, ein Koch und ein Schiffsmaat, tun ihren Dienst auf einem Passagierdampfer, der im Mittelmeer schippert. Mit an Bord ist ein älterer Herr namens Hieronymus Walden, der nach Adana in den Nahen Osten reist, um dort nach seiner verschollenen Enkelin Kathi suchen zu lassen. Um den alten Herrn kümmert sich dessen Pflegerin Lucie. In Adana angekommen beauftragt Walden den Detektiv Aristoteles Xylander mit der Suche nach Kathi. Derweil geraten die beiden Bayern beim Landgang in eine Hintertreppenspelunke, wo die zwei Kumpels erst betäubt und dann ausgenommen werden. Als sie halbnackt wieder aufwachen, hat ihr Schiff bereits abgelegt. Nun kann nur noch Herr Walden helfen, der den beiden ein Zimmer in dem Hotel, wo er selbst abgestiegen ist, anmietet. Derweil hat der Privatdetektiv schnell Waldens Enkelin aufgespürt, will seinem Auftraggeber aber nichts davon sagen, obwohl er mit 5000 Dollar entlohnt werden soll. Ihm kommt eine Idee zu einem viel größeren Coup: Da der alte Walden nicht weiß, wie seine Enkelin aussieht, will Xylander seinem Auftraggeber seine blonde Freundin Cora, die in Adana im Etablissement Semiramis auftritt, als Enkelin Kathi unterjubeln. Der ist gesundheitlich angeschlagen, und so erhofft Xylander, dass er über die falsche Kathi als angebliche Walden-Verwandte im Todesfall an ein Millionenvermögen kommen könnte.
Inzwischen neu eingekleidet, begeben sich Jonathan und Michel in die Semiramis-Bar, um sich dort bei Musik und Bauchtanz zu vergnügen. Dorthin hat der schurkische Privatdetektiv auch die echte Walden-Enkelin gelockt, während zwei seiner Schergen ihren Verlobten Toni überwältigen. Xylander plant nicht weniger als, um sie loszuwerden, die gesuchte Enkelin Kathi Walden an einen Potentaten namens Halim Pascha zu verschachern, der einen großen Harem sein eigen nennt. Die beiden Bayern erkennen gleich, dass Xylander eine Schweinerei planen und die echte Kathi an ihnen vorbeigelaufen ist. Da sie sich in Waldens Schuld sehen, wollen sie Kathi aus Xylanders Fängen befreien, werden dabei aber von dessen Schergen überrumpelt und festgesetzt. Prompt landen die zwei wohlgenährten Bajuwaren auf dem nächsten Sklavenmarkt. Während Jonathan gekauft und als Koch in Halim Paschas Küche landet, erweist sich Michel als Ladenhüter. Da Jonathans Dampfnudeln dem Scheich köstlich munden, wird er fürstlich entlohnt. Mit dem Geld kauft Jonathan seinen Freund Michel frei. Jetzt gilt es für die beiden, mithilfe Leilas, einer bayerischen Unterhalterin des Paschas, Kathis aus dem Harem wieder zu befreien.
Tausendsassa Toni hat sich derweil aus seiner Gefangenschaft befreit und turnt mit dem großen Geschick eines Artisten über die Dächer der Stadt, bis er Halim Paschas Verfolger abgeschüttelt hat. Der figürlich Leila ähnelnde, recht korpulente Jonathan nimmt verschleiert ihren Posten ein und spielt Halim Pascha auf der Zither vor, um ihm bei günstiger Gelegenheit den Schlüssel zu Kathis goldenen Käfig abzuluchsen. Mit einem brennenden Sud kann er den Herrscher vorübergehend ausschalten. Dann trifft auch noch Toni im Haremspalast ein und gemeinsam gelingt es ihnen, Kathi endlich befreien. Zur gleichen Zeit präsentiert anderenorts Xylander Herrn Walden Cora als die angebliche Kathi. Als Jonathan, Michel und Toni mit der echten Kathi auftauchen, herrscht für einen kurzen Moment große Konfusion. Xylander und Cora merken recht schnell, dass sie „geplatzt“ sind und versuchen zu türmen. Doch Toni ist schneller und fährt die beiden mit einem Auto direkt zur Polizei. Endlich können Jonathan und Michel wieder an Bord ihres Schiffs zurückkehren, auf dem sich auch Walden und seine Kathis eingefunden haben. Mit der Belohnung für ihre guten Dienste können sich die zwei Bayern im Harem nun endlich leisten, auf dem Schiff auch als Passagiere zu reisen.

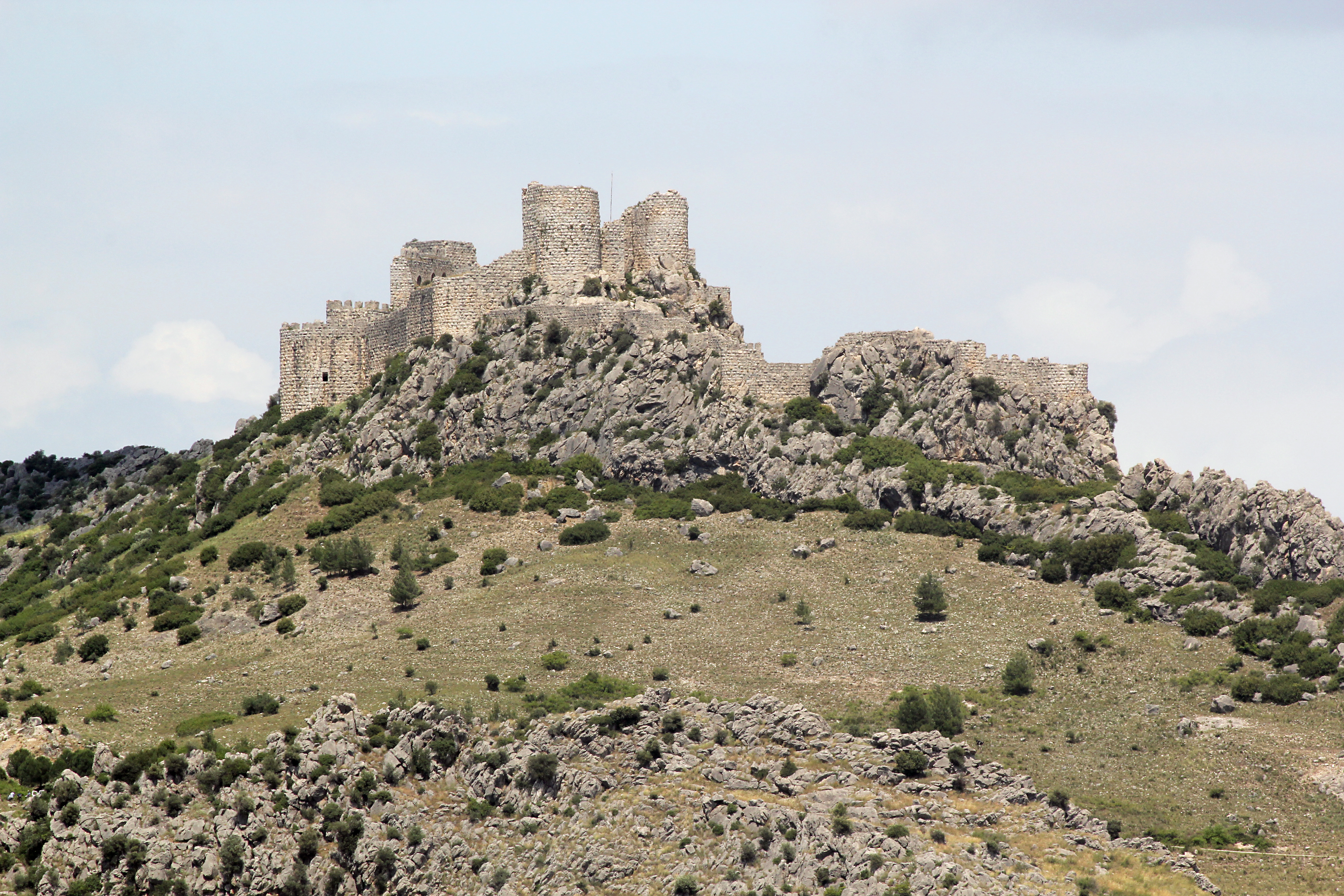
Drehort Schlangenburg (Yılankale) bei Adana

## Produktionsnotizen
Zwei Bayern im Harem entstand an der türkischen Südküste und einem Passagierdampfer und wurde am 26. September 1957 im Münchner Mathäser-Kino uraufgeführt.
Produzent Jochen Genzow übernahm auch die Produktionsleitung.
Arnim Dahl in der Rolle des gekidnappten Verlobten Kathis zeigte hier auch sein Können als Stuntman.
Altstar Johannes Riemann spielte hier seine letzte Filmrolle. Er starb, schwer krank, zwei Jahre darauf.

## Wissenswertes
Zwei Bayern im Harem ist einer von mehreren Zwei Bayern ...-Filmen, die Stöckel und Brem 1956 und 1957 drehten. Weitere Lustspiele dieser kurzlebigen Reihe waren Zwei Bayern in St. Pauli, Die fidelen Detektive und Zwei Bayern im Urwald. Ein Nachzügler-Film, Zwei Bayern in Bonn, entstand 1962. Da zu diesem Zeitpunkt Joe Stöckel bereits verstorben war, übernahm dessen Part der Kollege Hans Fitz.

## Kritik
Im Lexikon des Internationalen Films heißt es: „Banales Lustspiel ohne Sinn für Parodie und Witz, dessen vermeintliche Komik sich überwiegend aus Klischees und Vorurteilen zusammensetzt.“